# دانیل اس. نورتون
دانیل اس. نورتون (به انگلیسی: Daniel S. Norton) سناتور سابق عضو حزب جمهوری‌خواه ایالات متحده آمریکا بود. وی در سال ۱۸۶۵ تا ۱۸۷۰ میلادی سناتور ایالت مینه‌سوتا در سنای ایالات متحده آمریکا بود.